# (143622) Robertbloch
(143622) Robertbloch est un astéroïde de la ceinture principale.

## Description
(143622) Robertbloch est un astéroïde de la ceinture principale. Il fut découvert le 22 avril 2003 à Vicques par Michel Ory. Il présente une orbite caractérisée par un demi-grand axe de 2,32 UA, une excentricité de 0,06 et une inclinaison de 7,1° par rapport à l'écliptique.

## Compléments